# Песня-72
«Песня-72» — второй советский телевизионный фестиваль эстрадной песни из серии «Песня года». Праздничный вечер проводился в Останкино. Количество песен — 27 (включая финальную). Продолжительность — 3 часа10 минут, в чёрно-белой записи, с антрактом.
Редактор: Майя Соймонова, режиссёр-постановщик: Виктор Черкасов, режиссёр: Виктор Мееровский.
Оркестр — эстрадно-симфонический оркестр Центрального телевидения и Всесоюзного радио, дирижёр народный артист РСФСР, лауреат премии Ленинского комсомола Юрий Силантьев.
Ведущие — Анна Шилова, Игорь Кириллов.
Гимн фестиваля — «Песня остается с человеком» (композитор Аркадий Островский, стихи Сергей Островой). В заключении концерта все участники концерта исполнили Марш веселых ребят (Исаак Дунаевский — Василий Лебедев-Кумач).
Были представлены поимённо все композиторы и поэты-лауреаты фестиваля.
В течение года редакцией фестиваля было получено свыше 100 тыс. писем и открыток, в каждой были названы 3 песни:
- гражданского звучания
- эстрадная
- народная.

В финале фестиваля вначале прозвучали такие песни с прошлогодней Песни-71, как: «Червона рута», «Журавли», «Свадьба», «Товарищ», «Не плачь, девчонка» (исполнил Эдуард Хиль).
В жюри на финальном концерте были представлены ведущие теле- и радиопрограмм: «Встреча с песней», «Голубой огонёк», радиостанция «Юность», Музыкальный киоск (Элеонора Беляева) и другие.
Поэт Владимир Харитонов прочитал свои стихи «Мой адрес — Советский Союз», уже через год стихи стали песней и попали в финал «Песни-73».
Участниками одного из интерактивных конкурсов стали иностранные студенты, обучающиеся в советских вузах. Вступительное слово перед конкурсом сказал редактор радиостанции «Юность» Рудольф Мануков. Были исполнены: «Ходит песенка по кругу» (О. Фельцман, М. Танич и И. Шаферан), «Песня о тревожной молодости» (А. Пахмутова, Л. Ошанин), «Зачем вы, девочки, красивых любите» (Е. Птичкин, И. Шаферан) и детская азербайджанская песняЦыплятки (Г. Гусейнли, Т. Муталлибов, русский текст В. Радовильской), исполненная на двух языках, в конце был исполнен Гимн демократической молодёжи.
В финале пели: Лев Лещенко, Эдуард Хиль, Муслим Магомаев, Тамара Синявская, Кола Бельды, Иосиф Кобзон, Эдита Пьеха, Майя Кристалинская.

## Фон
Застой, охватывавший жизнь в СССР при Л. И. Брежневе после окончания хрущёвской «оттепели», затронул все области культуры, и в 1970-е годы культура разделилась на официальную (государственную) и «подпольную», государством не признаваемую. Музыка в СССР была пропагандистским инструментом, организованным в рамках государственной системы. Запреты и ограничения касались текстов песен, музыкальных жанров и стилей (рок, джаз, блюз), не подпадавших под понятие социалистического реализма. Официальные власти (фирма «Мелодия») отказывались признавать и выпускать эту музыку. Тем не менее появились ВИА (вокально-инструментальные ансамбли с электрогитарами, песни большинства рок-групп записывались на катушечные магнитофоны (магнитофон «Маяк») и распространялись подпольно. В противостоянии творчества и власти официально разрешённые песни пробивались как будто бы сквозь асфальт, озвучивая юность, молодость, жизнь, ведь под них встречались, влюблялись, женились. Позитивный Эдуард Хиль доказал, что советская песня может быть исполнена без тревожного пафоса и героического, официозного надрыва. «Песняры» превратили белорусский фольклор в фанк и прог-рок.

## Хиты
- «Увезу тебя я в тундру». ВИА «Самоцветы» после успеха песни на радио, подали заявку на участие песни в телефестивале «Песня-72», но тогдашний министр культуры Екатерина Фурцева отстранила их и выбрала для исполнения Кола Бельды[1][12]. Кола Бельды воплотил для советской массовой культуры сразу все народы Севера[13]
- «Песня крокодила Гены». Дважды, на бис, песню пришлось исполнять Большому детскому хору (120 участников, солист — Сережа Парамонов[7])[5]
- «Погоня» (из к/ф «Неуловимые мстители»)[4]
- «Водограй» в исполнении ВИА «Смеричка»[1][14]. Как продолжение успеха песни «Червона рута» на «Песне-71». И это несмотря на то, что к ВИА относились тогда сдержанно, считая их западным веянием[12]
- «Белая лебедь» (из к/ф «Русское поле»[1][15]). Песню расковано исполнила Эдита Пьеха, сняв микрофон со стойки, больше на такое на Песне-72 никто не осмелился, (она была первой на советской сцене, кто снял микрофон со стойки, держа его в руках)[16]. «Песня-72» была её дебютом на Песне года, но в дальнейшем без Пьехи, самой стильной исполнительницы советской эстрады (фирменный стиль: шейные платки и тканевые цветы-броши, приколотые к платьям; сотрудничество с модельером Вячеславов Зайцевым), уже было невозможно представить данный телевизионный фестиваль[17]
- «Гляжу в озера синие» (из т/ф «Тени исчезают в полдень»[1][4][18])
- «Березовый сок» (из х/ф «Мировой парень»[1][19][20])
- «Подари мне платок»[21]
- «Ярославия»[1][22]
- «Полынь»[1][23]
- «Косил Ясь конюшину» (белорусская народная песня)[1][20]
- «За того парня»[1].

## Награды
Лауреаты фестиваля награждались сувенирами в виде рояля. Были представлены поимённо спортсмены, победители Мюнхенской олимпиады, на которой впервые была исполнена песня «Герои спорта».

## Лауреаты фестиваля
| №                | Название                                                               | Автор музыки               | Автор текста                | Исполнитель                                                             | Примечание                                                                                                   |
| ---------------- | ---------------------------------------------------------------------- | -------------------------- | --------------------------- | ----------------------------------------------------------------------- | --- |
| 1                | «Песня остаётся с человеком» (гимн фестиваля)                          | Аркадий Островский         | Сергей Островой             | Эстрадно-симфонический оркестр ЦТ и ВР                                  | оркестр п/у Юрия Силантьева                                                                                  |
| 2                | «Комсомольцы-добровольцы» из кинофильма Добровольцы) (гости фестиваля) |                            |                             | Центральный оркестр ВМФ России                                          | оркестр п/у подполковника Левина Бориса Елеазаровича                                                         |
| 3                | частушки (гости фестиваля)                                             |                            |                             | Хор русской песни                                                       | хор п/у Николая Кутузова                                                                                     |
| 4                | В путь (гости фестиваля)                                               |                            |                             | Ансамбль песни и пляски МВО                                             | ансамбль п/у Сурена Баблоева                                                                                 |
| 5                | «Марш весёлых ребят» (из кинофильма «Весёлые ребята») (гимн фестиваля) | Дунаевский Исаак           | Лебедев-Кумач Василий       | все участники                                                           | |
| 6                | Сюита на темы песен передачи «Песня — 71» (гости фестиваля)            |                            |                             |                                                                         | |
| 7                | «Я пою о Москве»                                                       | Серафим Туликов            | Юрий Полухин                | Александр Розум, Московский хор молодёжи и студентов                    | хор п/у Бориса Тевлина                                                                                       |
| 8                | «Гляжу в озера синие» (из к/ф Тени исчезают в полдень)                 | Леонид Афанасьев           |                             |                                                                         | |
| Тамара Синявская |                                                                        |                            |                             |                                                                         | |
| 9                | Увезу тебя я в тундру                                                  | Марк Фрадкин               | Михаил Пляцковский          | Кола Бельды                                                             | |
| 10               | «Верасы»                                                               | Игорь Лученок              | Иосиф Скурко                | Виктор Вуячич, Московский хор молодежи и студентов п/у Бориса Тевлина - | |
| 11               | «Комсомольская юность»                                                 | Игорь Лученок              | Алтухов, Николай Алексеевич | Виктор Вуячич, группа школьников                                        | |
| 12               | «Юность»                                                               | Бюльбюль оглы, Полад       | Николай Добронравов         | Лев Лещенко -                                                           | |
| 13               | «Ты позови меня, Россия»                                               | Валентин Левашов           | Владимир Харитонов          | Александр Розум                                                         | |
| 14               | «Погоня» (песня из к/ф Неуловимые мстители)                            | Ян Френкель                | Роберт Рождественский       | Большой детский хор ЦТ и ВР                                             | хор п/у Виктора Попова                                                                                       |
| 15               | «Песня крокодила Гены» из мультфильма Чебурашка                        | Владимир Шаинский          | Александр Тимофеевский      | Большой детский хор ЦТ и ВР                                             | хор п/у Виктора Попова, солист — Сережа Парамонов -                                                          |
| 16               | «Ты и небо»                                                            | Александр Морозов          | Альберт Азизов              | Эдуард Хиль                                                             | |
| 17               | «Лебедь белая»(песня из к/ф Русское поле)                              | Александр Флярковский      | Леонид Дербенёв             | Эдита Пьеха                                                             | |
| 18               | «Березовый сок» (из к/ф Мировой парень)                                | Вениамин Баснер            | Михаил Матусовский          | ВИА «Песняры»                                                           | |
| 19               | «С рождения до вечности»                                               | Оскар Фельцман             | Роберт Рождественский       | Муслим Магомаев                                                         | |
| 20               | «Подари мне платок»                                                    | Григорий Пономоренко       | Маргарита Агашина           | Академический хор русской песни ЦТ и ВР                                 | п/у Кутузова Николая                                                                                         |
| 21               | «Ярославия»                                                            | Павел Аедоницкий           | Лев Ошанин)                 | Эдуард Хиль                                                             | |
| 22               | «Полынь»                                                               | Александра Пахмутова       | Роберт Рождественский       | Майя Кристалинская                                                      | |
| 23               | «Водограй»                                                             | Владимир Ивасюк            | Владимир Ивасюк             | ВИА «Смеричка»                                                          | |
| 24               | «Благодарю тебя»                                                       | Арно Бабаджанян            | Роберт Рождественский       | Муслим Магомаев                                                         | |
| 25               | Косив Ясь конюшину                                                     | белорусская народная песня | белорусская народная песня  | ВИА «Песняры»                                                           | |
| 26               | «Старый марш»                                                          | Людмила Лядова             | Михаил Владимов             | Иосиф Кобзон, Ансамбль песни и пляски МВО                               | ансамбль п/у Сурена Баблоева                                                                                 |
| 27               | За того парня (из к/ф Минута молчания)                                 | Марк Фрадкин               | Роберт Рождественский       | Песня исполнена два раза                                                | : Иосиф Кобзон (представлен как первый исполнитель песни), Лев Лещенко (как победитель на конкурсе в Сопоте) |
| 28               | «Герои спорта»                                                         | Александра Пахмутова       | Николай Добронравов         | Муслим Магомаев и Большой детский хор ЦТ и ВР                           | хор п/у Виктора Попова                                                                                       |
| 29               | «Песня остаётся с человеком» (гимн фестиваля)                          | Аркадий Островский         | Сергей Островой             | все участники                                                           | |
| 30               | «Марш весёлых ребят» (из кинофильма «Весёлые ребята») (гимн фестиваля) | Дунаевский Исаак           | Лебедев-Кумач Василий       | все участники                                                           | |

## Хиты не попавшие на фестиваль
- «Кони привередливые» (1972), стихи и музыка Владимира Высоцкого (не формат, так как жанр — песни бардов).
- «Лесной олень» (1972) из к/ф «Ох уж эта Настя!», исполнитель Аида Ведищева[20].
- «Чёрное и белое» (Мы выбираем, нас выбирают…) (1972), из к/ф «Большая перемена», музыка Эдуарда Колмановского, слова Михаила Танича[20]
- Песни Давида Тухманова из альбома Как прекрасен мир (Жил был я, «Как прекрасен этот мир»). Песня «Любимая, спи» из этого альбома, в исполнении Александра Градского, стала лауреатом Песни-86.